# Musée romain de Nyon

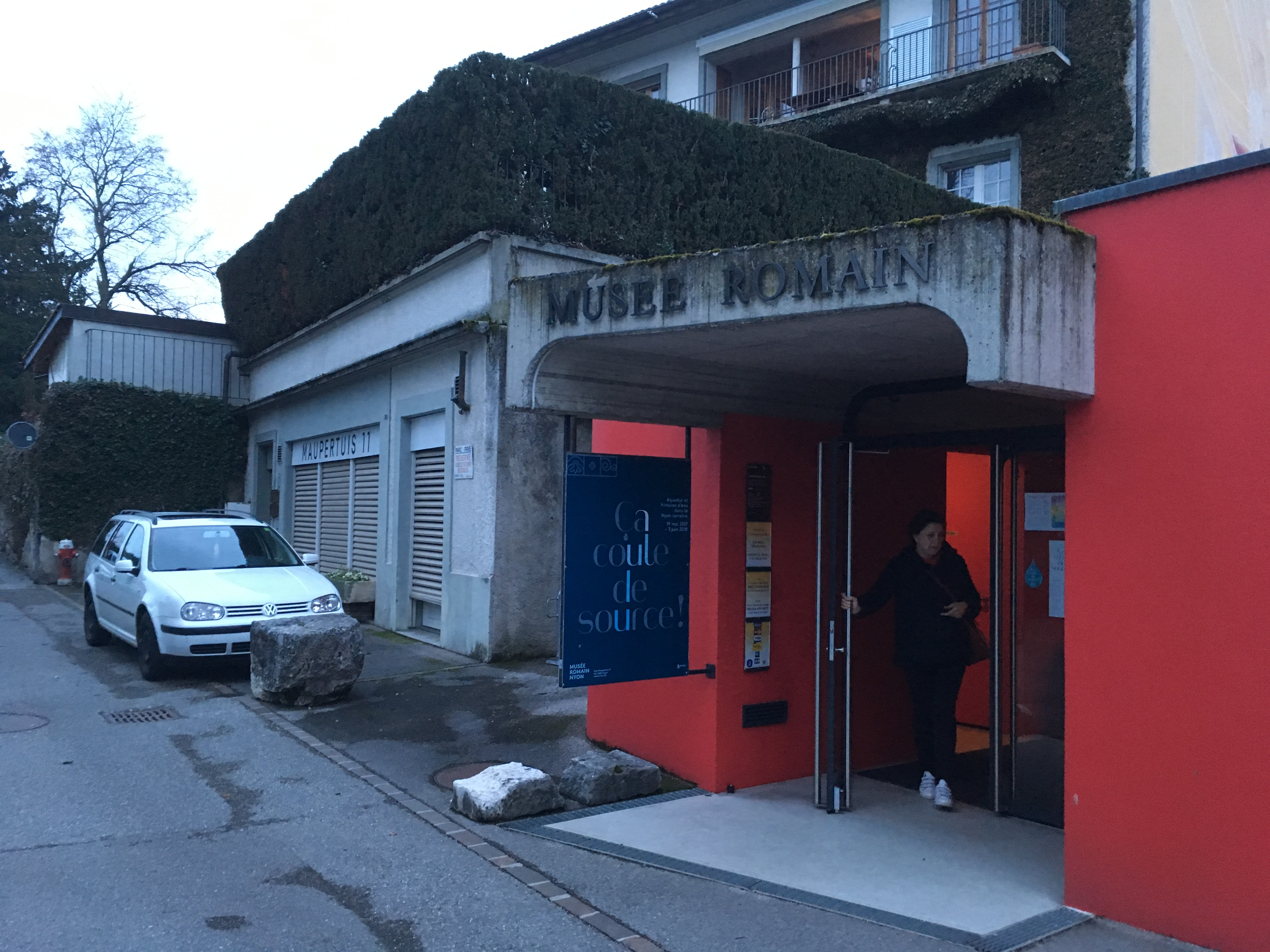
Eingang zum Museum

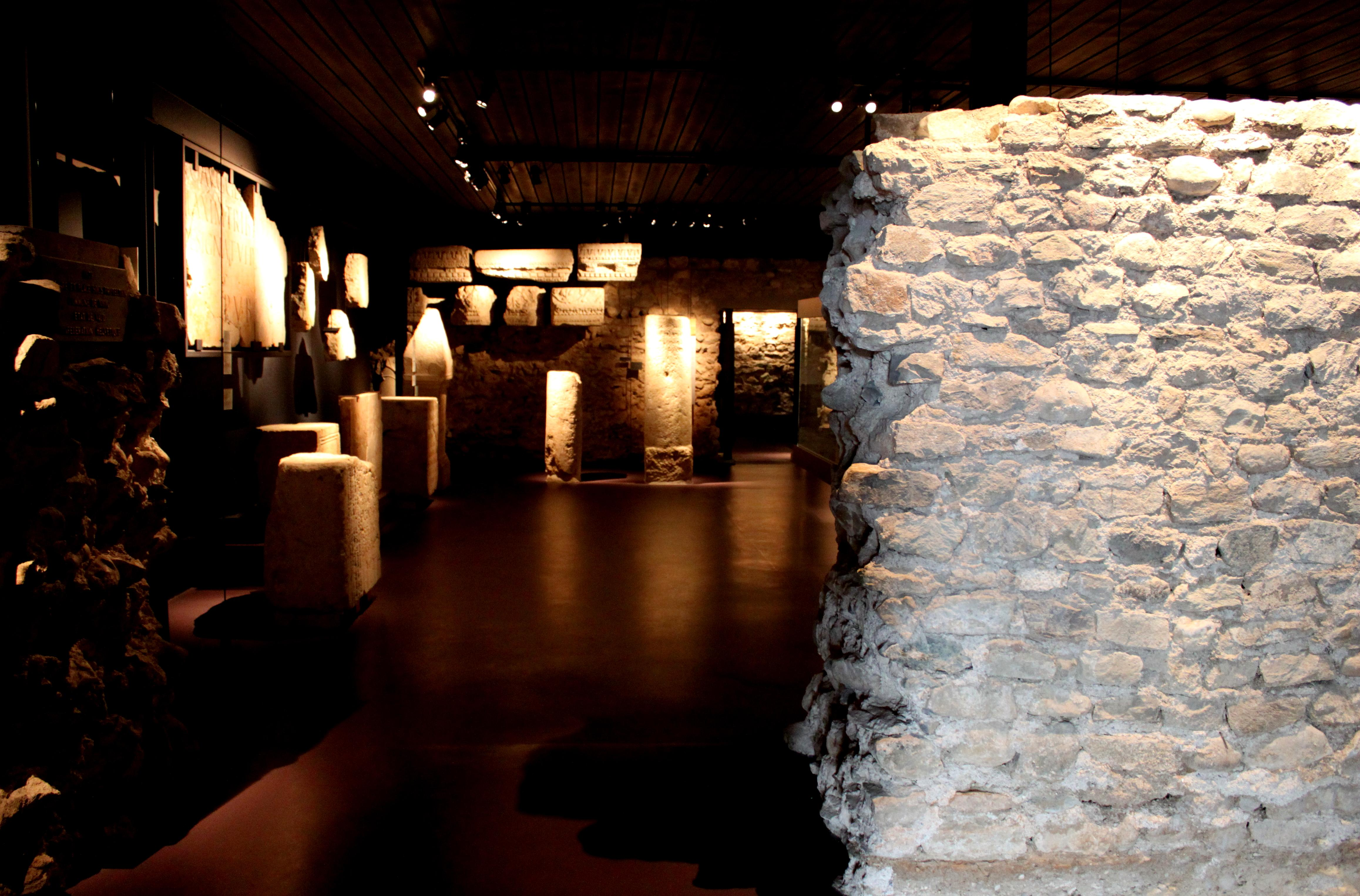
Blick ins Innere

Das Musée romain de Nyon ist ein archäologisches Museum in der  Stadt Nyon, Kanton Waadt, in der Schweiz. Es dokumentiert und vermittelt Archäologie und Geschichte der römischen Stadt Colonia Iulia Equestis oder Noviodunum, aus welcher die neue Stadt Nyon hervorging.
Das Museum ist als Kulturgut von nationaler Bedeutung verzeichnet.

## Geschichte
1860 gründete der Lehrer Théodore Wellauer das Museum für römische Bodenfunde, die in Nyon zum Vorschein gekommen waren. Seit dem späten 19. Jahrhundert war das Antikenmuseum zusammen mit dem historischen Museum von Nyon im Schloss im Stadtzentrum untergebracht.
Nachdem 1974 bei grösseren archäologischen Untersuchungen in der Altstadt von Nyon bedeutende Befunde aus der Römerzeit ausgegraben worden waren, beschloss die Stadt, ein neues Museum über die römische Epoche innerhalb der frisch aufgedeckten, gut erhaltenen Grundmauern der antiken Basilika einzurichten. Das neue Musée romain wurde 1978 in einem modernen Museumsgebäude eröffnet, das nach einem Entwurf des Architekten Gabriel Poncet gestaltet ist. 1993 und 1996 wurde das Bauwerk erweitert.
Zur Sammlung des Museums gehören zahlreiche Objekte aus der reichen antiken Stadt wie Baufragmente, Inschriften, Amphoren, Gebrauchsgegenstände, Öllampen und andere Keramik, Münzen und Schmuck. Für die zahlreichen nicht ständig ausgestellten Bodenfunde verfügt das Museum über ein Kulturgüterschutzlager.
Das Römische Museum informiert zudem über die archäologische Forschung in Nyon und organisiert das Filmfestival Festival international du film d’archéologie Nyon.